# شهرستان ساو
شهرستان ساو (به لاتین: Cao County) یک منطقهٔ مسکونی در چین است که در هزه (شاندونگ) واقع شده‌است.